# Wiltz (kanton)
Wiltz är en kanton i Luxemburg.   Den ligger i distriktet Diekirch, i den nordvästra delen av landet, 40 kilometer norr om huvudstaden Luxemburg. Antalet invånare är 12 460. Arean är 265 kvadratkilometer. Wiltz gränsar till Clervaux, Diekirch, Canton de Redange och Arrondissement of Bastogne. 
Terrängen i Wiltz är platt åt nordväst, men åt sydost är den kuperad.
Följande samhällen finns i Wiltz:
- Eschdorf
- Bavigne

Den innehåller kommunerna 
- Boulaide
- Esch-sur-Sûre
- Gœsdorf
- Kiischpelt
- Lac de la Haute-Sûre
- Wiltz
- Winseler